# Heteropoda beroni
Heteropoda beroni är en spindelart som beskrevs av Jäger 2005. Heteropoda beroni ingår i släktet Heteropoda och familjen jättekrabbspindlar.
Artens utbredningsområde är Sulawesi. Inga underarter finns listade i Catalogue of Life.